# Wolfgang Staudte
Wolfgang Staudte (9 d'octubre de 1906 - 19 de gener de 1984) va ser un director, actor i guionista de nacionalitat alemanya. Considerat com un dels directors de cinema alemanys més importants de la postguerra, també va ser actor de veu.

## Biografia

### Fins a 1945
El seu nom complet era Wolfgang Georg Friedrich Staudte, i va néixer a Saarbrücken, Alemanya, sent els seus pares els actors Fritz Staudte i Mathilde Firmans. Criat en Berlín, va aconseguir el certificat d'estudis Mittlere Reife a mitjan 1923, després de la qual cosa va aprendre mecànica d'automòbils. Va completar dos anys d'estudis d'enginyeria de l'Acadèmia Fachhochschule Oldenburg, i altres dos anys de pràctiques a Mercedes-Benz i a Hansa-Lloyd. A partir de 1926 va treballar en el teatre com a extra, i més tard va actuar al Teatre Volksbühne de Berlín.
En 1930 Wolfgang Staudte va donar veu al Soldat Franz Kemmerich en el doblatge a l'alemany de la pel·lícula estatunidenca Res de nou a l'oest, un film que en gran manera va influir en el jove Staudte. En 1933 se li va revocar el permís per a treballar com a actor, encara que sí que va continuar com actor de veu i locutor.
La seva carrera com a director va començar en els anys 1930, treballant per a la productoraTobis-Tonbild-Syndikat. De nou va tornar a actuar, intervenint, entre altres pel·lícules, en la cinta de propaganda dirigida per Veit Harlan Jud Süß (1940). Va dirigir el seu primer llargmetratge, Akrobat Schööön!, en 1942/43. En 1944 es va prohibir una altra pel·lícula de Staudte, després de la qual cosa va perdre la seva exempció del servei militar. Només la intervenció del director del Teatre Schiller de Berlín, Heinrich George, va evitar que fos al front.

### A partir de 1945
En els primers anys després del final de la Segona Guerra Mundial, Staudte es va guanyar l'estima de la crítica. Amb la supervisió de la Administració Militar Soviètica a Alemanya i sota la producció de Deutsche Film AG, Staudte va rodar Die Mörder sind unter uns en 1946, un dels primers films alemanys de la postguerra. En els anys següents, i des de la fundació dels dos estats alemanys fins a 1955, va treballar principalment per a la Deutsche Film AG de la República Democràtica Alemanya, com va ser en el cas de Rotation (1948/1949) i Der Untertan (1951), la primera cinta de les quals anava a ser dirigida per Falk Harnack. En totes dues pel·lícules Staudte atacava l'estretor de mires dels ciutadans apolítics alemanys. La pel·lícula va ser totalment prohibida a la República Federal Alemanya, no sent permesa la seva visualització íntegra fins a 1971. Staudte va instar el Ministeri de l'Interior, durant el rodatge en 1952 de Gift im Zoo, a signar un compromís per a no treballar amb la DEFA. L'autorització no va arribar, per la qual cosa va abandonar el projecte de Die Geschichte vom kleinen Muck. La pel·lícula Gift im Zoo va ser acabada per Hans Müller.
En 1955 Staudte va deixar la DEFA, i es va establir de manera definitiva en la República Federal Alemanya. Una de les probables raons per al seu canvi de trajectòria va ser la seva decepció pel comportament de la DEFA en el seu conflicte amb Bertolt Brecht i Helene Weigel sobre l'adaptació cinematogràfica de l'obra teatral La Mare Coratge i els seus fills.
Entre 1958 i 1960 es va dedicar, al costat de Harald Braun i Helmut Käutner, a la companyia Freie Filmproduktion GmbH. En 1958 es va casar amb l'actriu Ingmar Zeisberg, amb la qual va conviure fins a 1964. En 1959 va dirigir Rosen für den Staatsanwalt, un nou èxit de crítica i públic, i un rar exemple de la crítica al passat nazi en una pel·lícula occidental alemanya de l'època. La cinta li va valer en 1960 el Premi del Cinema Alemany.
En 1964 Staudtes va estrenar Herrenpartie, un film bèl·lic que va ser rebutjat pel públic i la crítica.
Després del Manifest d’Oberhausener, en el qual una nova generació de cineastes alemanys reclamaven compondre un nou cinema alemany, Staudte es va centrar més en la televisió, rodant en aquest mitjà la seva primera producció, Rebellion, en 1962.
L'any 1968 Staudte va produir per a Produktionsgesellschaft Cineforum GmbH la cinta Heimlichkeiten, que va ser un fracàs, i que el va obligar a continuar treballant per a la televisió, un mitjà pel qual no sentia massa interès, a fi de superar les seves pèrdues econòmiques.
Staudte va dirigir en 1972, en nom de Stanley Kubrick, el doblatge del film La taronja mecànica.
Per a la televisió va dirigir, entre d'altres, nombrosos episodis de les sèries criminals Tatort i Der Kommissar, i va ser responsable de les produccions de la ZDF Der Seewolf (1971) i Lockruf donis Goldes (1975). En 1977 també va dirigir la sèrie en 8 episodis MS Franziska, sobre la vida d'un barquer en el Rhin.
Va ser guardonat amb una Filmband in Gold en 1975 per la seva dedicació al cinema alemany, i en 1978 va rebre la Gran Creu del Mèrit de la Orde del Mèrit de la República Federal d'Alemanya. Fins a la seva mort, Staudte va viure a Steglitz. El cineasta va morir el 1984 a Maribor, actualment Eslovènia, a causa d'una insuficiència cardíaca, mentre treballava en la sèrie Der eiserne Weg. Les cendres de Wolfgang Staudte es van escampar al Mar del Nord.

## Filmografia

### Com a director

#### Cinema
- 1933: Ein jeder hat mal Glück (Curtmetratge, 20 min)
- 1936: Zwischen Sahara und Nürburgring (documental)
- 1937: Deutsche Siege in drei Erdteilen (documental)
- 1937: Schnelle Straßen (documental)
- 1941: Ins Grab kann man nichts mitnehmen
- 1943: Akrobat schö-ö-ö-n
- 1943: Ich hab’ von dir geträumt
- 1944: Der Mann, dem man den Namen stahl
- 1945: Das Mädchen Juanita (Frau über Bord)
- 1946: Die Mörder sind unter uns
- 1948: Die seltsamen Abenteuer des Herrn Fridolin B.
- 1948: Rotation
- 1949: Schicksal aus zweiter Hand
- 1951: Fünf Mädchen und ein Mann (A Tale of Five Cities) (Codirecció)
- 1951: Der Untertan
- 1951: Gift im Zoo (sense acreditar)
- 1953: Die Geschichte vom kleinen Muck
- 1954: Leuchtfeuer
- 1955: Ciske – ein Kind braucht Liebe (Ciske de rat)
- 1955: Mutter Courage und ihre Kinder
- 1957: Rose Bernd
- 1957: Madeleine und der Legionär
- 1958: Der Maulkorb
- 1958: Pezzo, Capopezzo e Capitano – Serenata a un Cannone
- 1959: Rosen für den Staatsanwalt
- 1960: Kirmes
- 1960: Der letzte Zeuge
- 1962: Die glücklichen Jahre der Thorwalds (codirigida amb John Olden)
- 1963: Die Dreigroschenoper
- 1963: Herrenpartie
- 1964: Das Lamm
- 1966: Ganovenehre
- 1968: Heimlichkeiten
- 1969: Die Herren mit der weißen Weste
- 1971: Fluchtweg St. Pauli – Großalarm für die Davidswache
- 1978: Zwischengleis

#### Televisió
- 1962: Die Rebellion (telefilm)
- 1965: Der Fall Kapitän Behrens – Fremdenlegionäre an Bord (telefilm)
- 1968: Die Klasse (Fernsehspiel des SFB)
- 1969: Die Gartenlaube (Fernsehspiel des SFB)
- 1970: Die Kriminalerzählung (sèrie de televisió, 5 temporades)
- 1970–1973: Der Kommissar (sèrie de televisió, ZDF, 12 episodis)
- 1971: Der Seewolf
- 1972: Verrat ist kein Gesellschaftsspiel (telefilm ZDF)
- 1972: Marya Sklodowska Curie (telefilm ZDF)
- 1973: Nerze nachts am Straßenrand (telefilm ZDF)
- 1973: Tatort – Tote brauchen keine Wohnung
- 1974: Ein fröhliches Dasein (telefilm ZDF)
- 1975: Kommissariat 9 (sèrie de televisió, 13 episodis)
- 1975: Lehmanns Erzählungen (TV-Film)
- 1975: Schließfach 763 (telefilm ZDF)
- 1975: Lockruf des Goldes (sèrie de televisió)
- 1976: Um zwei Erfahrungen reicher (telefilm ZDF)
- 1976: Prozeß Medusa (telefilm ZDF)
- 1976: Tatort – Zwei Leben
- 1977: MS Franziska (sèrie de televisió, acht Teile)
- 1977: Das verschollene Inka-Gold (telefilm ZDF)
- 1977: Feuerwasser (telefilm ZDF)
- 1977: Tatort – Spätlese
- 1979: Der eiserne Gustav (sèrie de televisió)
- 1979: Tatort – Die Kugel im Leib
- 1980: Tatort – Schussfahrt
- 1980: Tatort – Schönes Wochenende
- 1982: Die Pawlaks
- 1983: Satan ist auf Gottes Seite
- 1984: Tatort – Freiwild
- 1984: Der Snob
- 1985: Der eiserne Weg

### Com a actor (selecció
- 1929: Ins Blaue hinein
- 1930: Der blaue Engel
- 1931: Gassenhauer
- 1932: Tannenberg
- 1932: Geheimnis des blauen Zimmers
- 1933: Der Choral von Leuthen
- 1933: Heimkehr ins Glück
- 1933: Großfürstin Alexandra
- 1934: Die Bande vom Hoheneck
- 1934: Schwarzer Jäger Johanna
- 1936: Der Kaiser von Kalifornien
- 1936: Stärker als Paragraphen
- 1936: Gleisdreieck
- 1937: Togger
- 1938: Mordsache Holm
- 1938: Ziel in den Wolken
- 1938: Pour le Mérite
- 1938: Lauter Lügen
- 1938: Am seidenen Faden
- 1939: Drei Unteroffiziere
- 1939: Legion Condor
- 1940 Aus erster Ehe
- 1940: Jud Süß
- 1941: … reitet für Deutschland
- 1941: Blutsbrüderschaft
- 1941: Jungens
- 1941: Sechs Tage Heimaturlaub
- 1942: Das große Spiel

## Premis
- 1951: Premi Nacional de la RDA 2a classe per Der Untertan
- 1951: Festival Internacional de Cinema de Karlovy Vary: Premi a la Lluita pel Progrés Socialista per Der Untertan
- 1955: Festival Internacional de Cinema de Venècia: Lleó de Plata per Cisce - De Rat
- 1960: Festival Internacional de Cinema de Karlovy Vary: 1r premi principal per 'Rosen für den Staatsanwalt
- 1975: Filmband in Gold per molts anys de treball destacat al cinema alemany
- 1978: Gran Creu del Mèrit de l'Ordre del Mèrit de la República Federal d'Alemanya
- 1979: Festival Internacional de Cinema de Moscou: Premi per Zwischenbahn
- 1984: Premi Helmut Käutner (pòstum)
- 2011: Estrella al Boulevard der Stars a Berlín